# Willy Müller-Medek
Willy Müller-Medek (geboren: Willy Müller) (Bitterfeld, 21 januari 1897 – 1965) was een Duits componist en fluitist. Hij was de vader van Tilo Medek (1940-2006), eveneens componist. 

## Levensloop
Müller-Medek begon zijn muzikale opleiding als fluitist in de zogenoemde "Stadtpfeiferei" van Franz Medek in Jeßnitz. Nadat hij als componist en muzikant bekend geworden was, noemde hij zich voortaan Müller-Medek. Müller-Medek studeerde aan het conservatorium in Sondershausen en werd later fluitist in het stedelijk orkest in Jena. 
Hij was gehuwd met Rosa Gewehr (1902-1976). 
Als componist schreef hij werken voor orkest, harmonieorkest, vocale muziek en kamermuziek. 

## Composities

### Werken voor orkest
- Romance, voor hoorn en klein orkest

### Werken voor harmonieorkest
- 2 altrussische Volksweisen
  1. Abendglocken
  2. Einsam klingt
- Abendmusik
- Feierlicher Aufklang

### Cantates
- Osterkantate "Auferstehung"

### Vocale muziek

#### Werken voor koor
- 1953-1954 Rätsel (Ein Männlein steht im Walde), voor gemengd koor
- 1955 Heißa, Kathreinerle, voor driestemmig vrouwenkoor
- Es wächst viel Brot in der Winternacht, voor mannenkoor
- Heimliche Liebe (Kein Feuer, keine Kohle), voor gemengd koor
- "Über allen Gipfeln ist Ruh'", voor mannenkoor - tekst: Johann Wolfgang von Goethe
- Ich kenn' ein Tal im Sachsenland[1] - tekst: Karl Hain

### Kamermuziek
- 1954 Romance, voor hoorn en orgel (ook in een versie voor koperblazers)
- Kernberg-Suite, voor dwarsfluit en piano
- Kleine Stücke alter Meister, voor drie klarinetten
- Scherzo, voor blaaskwintet